# Notburga von Hochhausen

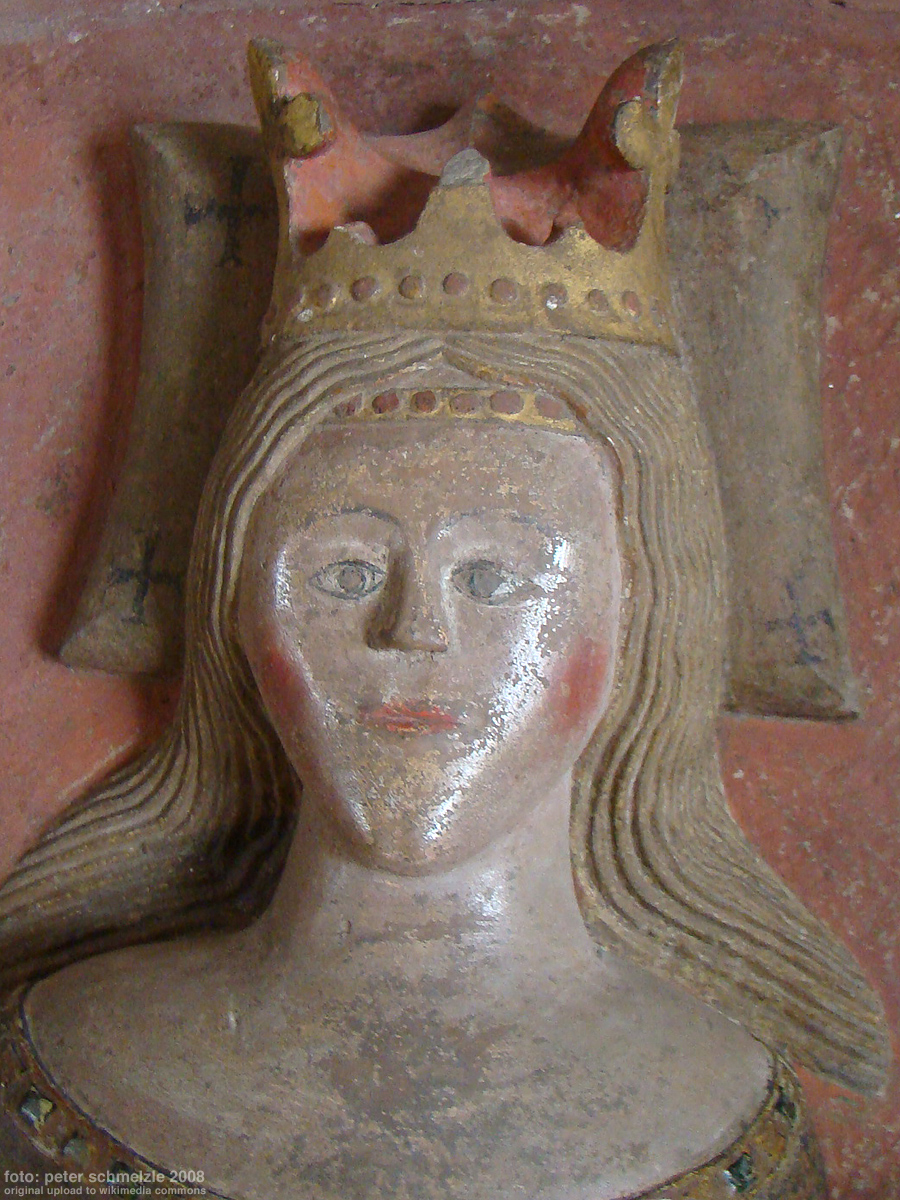
Notburga von Hochhausen, historische Plastik in der Notburgakirche Hochhausen

Notburga von Hochhausen ist eine legendäre Gestalt des 7. Jahrhunderts und die Ortsheilige des Ortes Hochhausen am Neckar. Ihre Gebeine sollen sich in der Notburgakirche Hochhausen befinden.

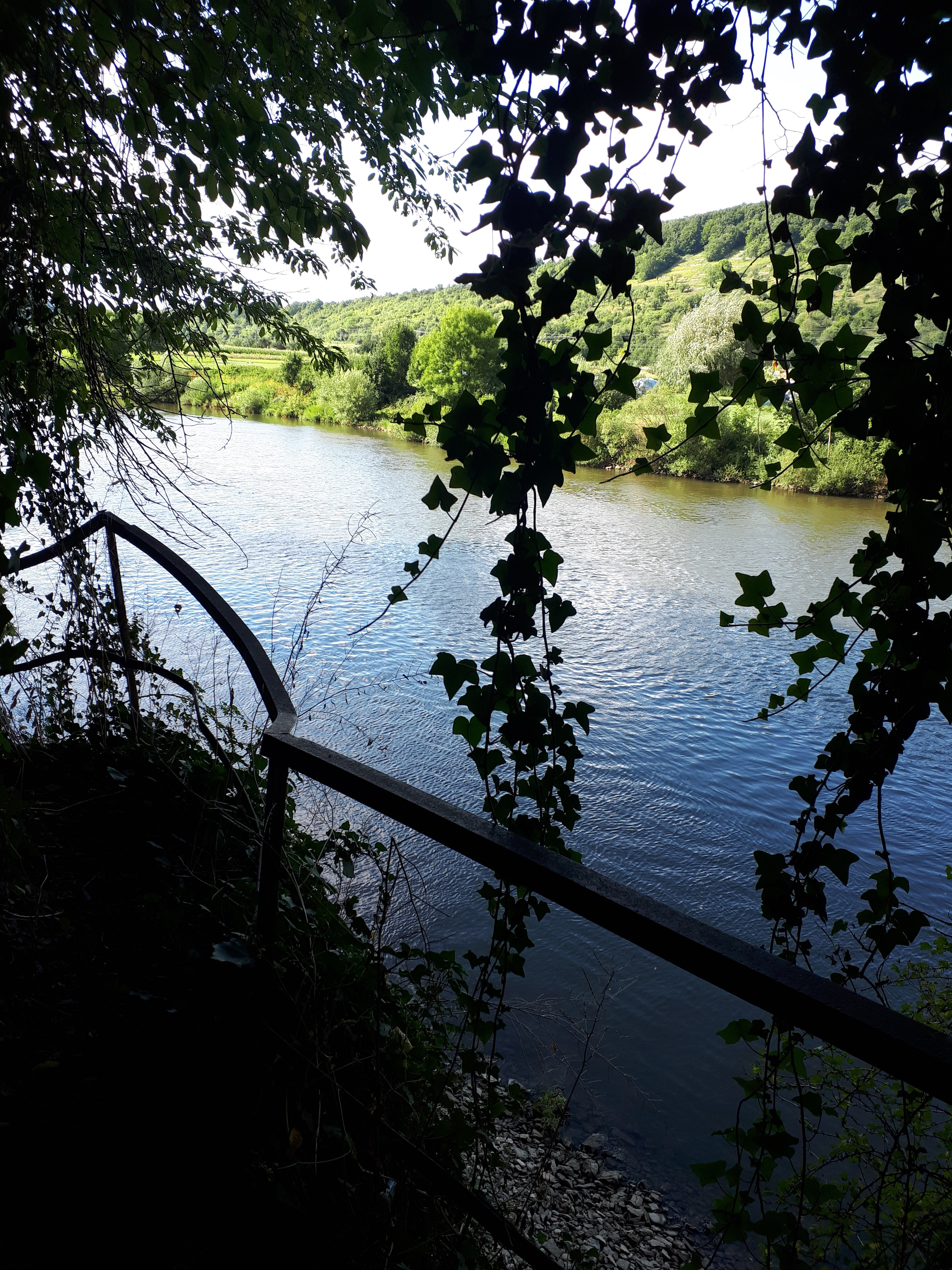
Sicht aus der Notburga Höhle Richtung Neckar.

## Legende
Der Legende nach war Notburga die Tochter von König Dagobert I., der auf Burg Hornberg bei Neckarzimmern geweilt haben soll. Sie soll sieben Jahre lang auf der gegenüberliegenden Neckarseite in einer Höhle am Steilufer des Neckars beim Haßmersheimer Ortsteil Hochhausen ein gottgefälliges Eremitendasein geführt haben. Als ihr Vater sie dort aufgespürt hatte, da er sie vermählen wollte, hielt sie sich an einem selbsterbauten Kreuz fest, da sie nicht mit ihrem Vater mitkommen wollte. Schließlich zog ihr Vater sie am linken Arm, um sie mitzunehmen, während sie sich mit der Rechten weiterhin am Kreuz festhielt. Die Kraft des Vaters war jedoch so groß, dass er ihr den linken Arm ausriss, woraufhin er entsetzt floh. Eine Schlange brachte Notburga Heilkräuter und sie wurde geheilt. Die einarmige Einsiedlerin und ihr Versteck wurden zum Wallfahrtsort.
Es sind mehrere Varianten der Notburga-Sage überliefert, die alle durch die Jahrhunderte weiter ausgeschmückt wurden. Das Eremitendasein der Notburga wird teils damit begründet, dass sie ihrer vom Vater bestimmten Hochzeit mit dem Wendenkönig Samo zu entgehen trachtete. Einer anderen Version folgend wurde Notburga von einem weißen Hirsch oder einer Hirschkuh gespeist; das Tier brachte ihr Nahrung mit seinem Geweih. Anderweilig ist von einer Schlange die Rede, die Heilkräuter zur Linderung des Schmerzes brachte oder wodurch der Arm gar wieder angewachsen sein soll. Auch von Rindern wird berichtet, die den Leichnam Notburgas gezogen haben sollen, und von Engeln, die den Leichnam im Winter mit blühenden Rosen schmückten und auf deren himmlisches Zutun die Glocken der umliegenden Kirchen bei ihrem Tod von selbst zu läuten begannen.
Die Notburga-Höhle befindet sich am westlichen Steilufer des Neckars zwischen Hochhausen und Haßmersheim (⊙). Die Höhle ist etwa drei Meter tief und befindet sich ca. vier Meter oberhalb des Neckarpegels. Durch Erosion des Ufergesteins und Baufälligkeit des Geländers ist der Zugang zur Höhle heute nur noch bedingt möglich.

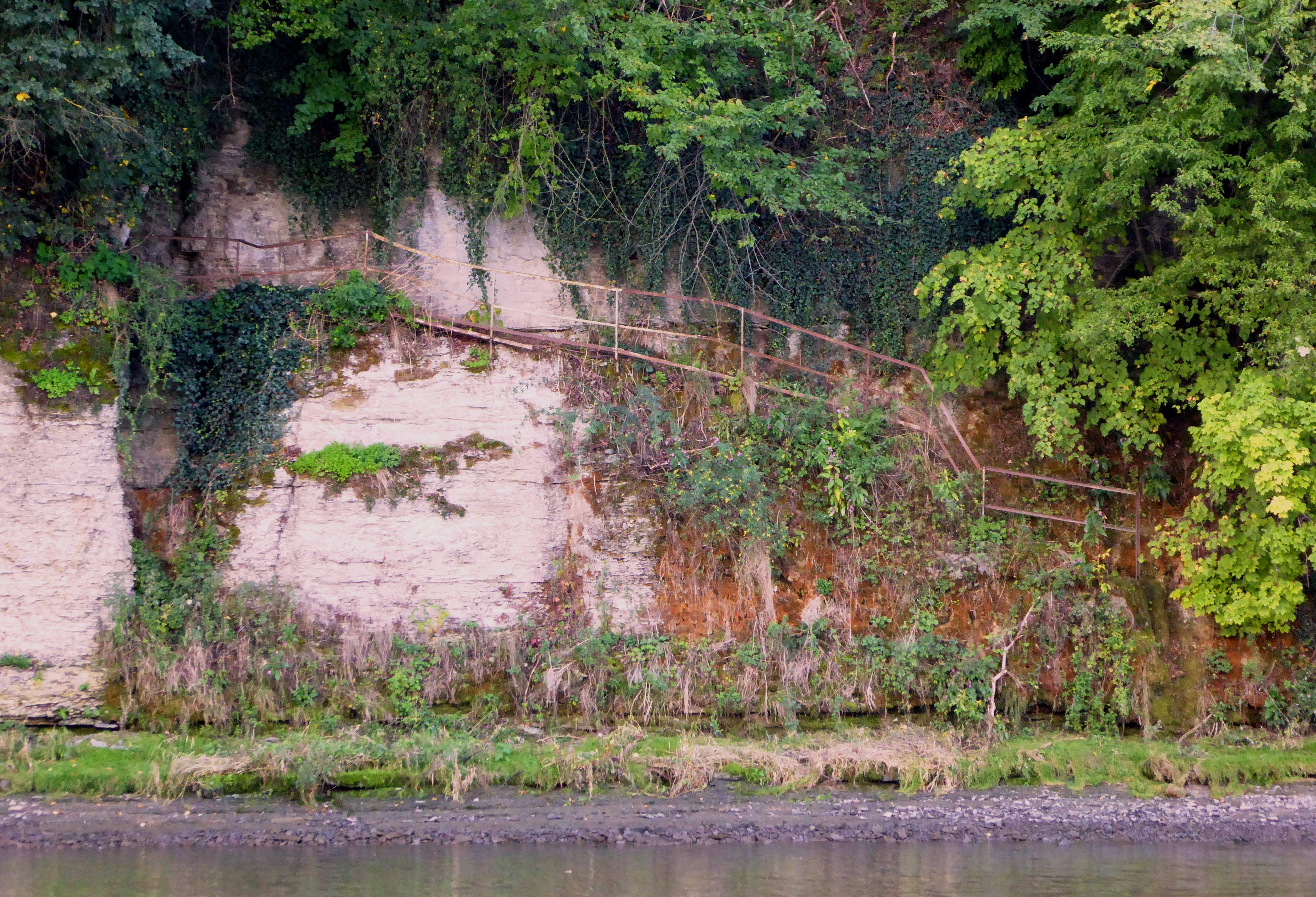
Zugang zur Notburga Höhle, Neckarprallhang bei Hochhausen (Aufn. 2014)
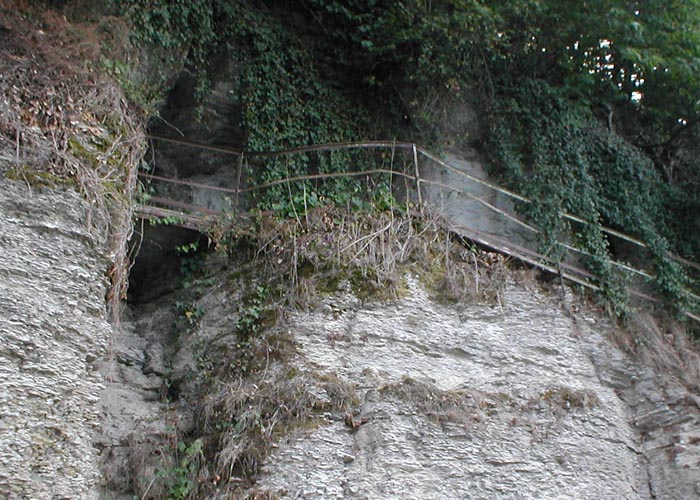
Höhleneingang
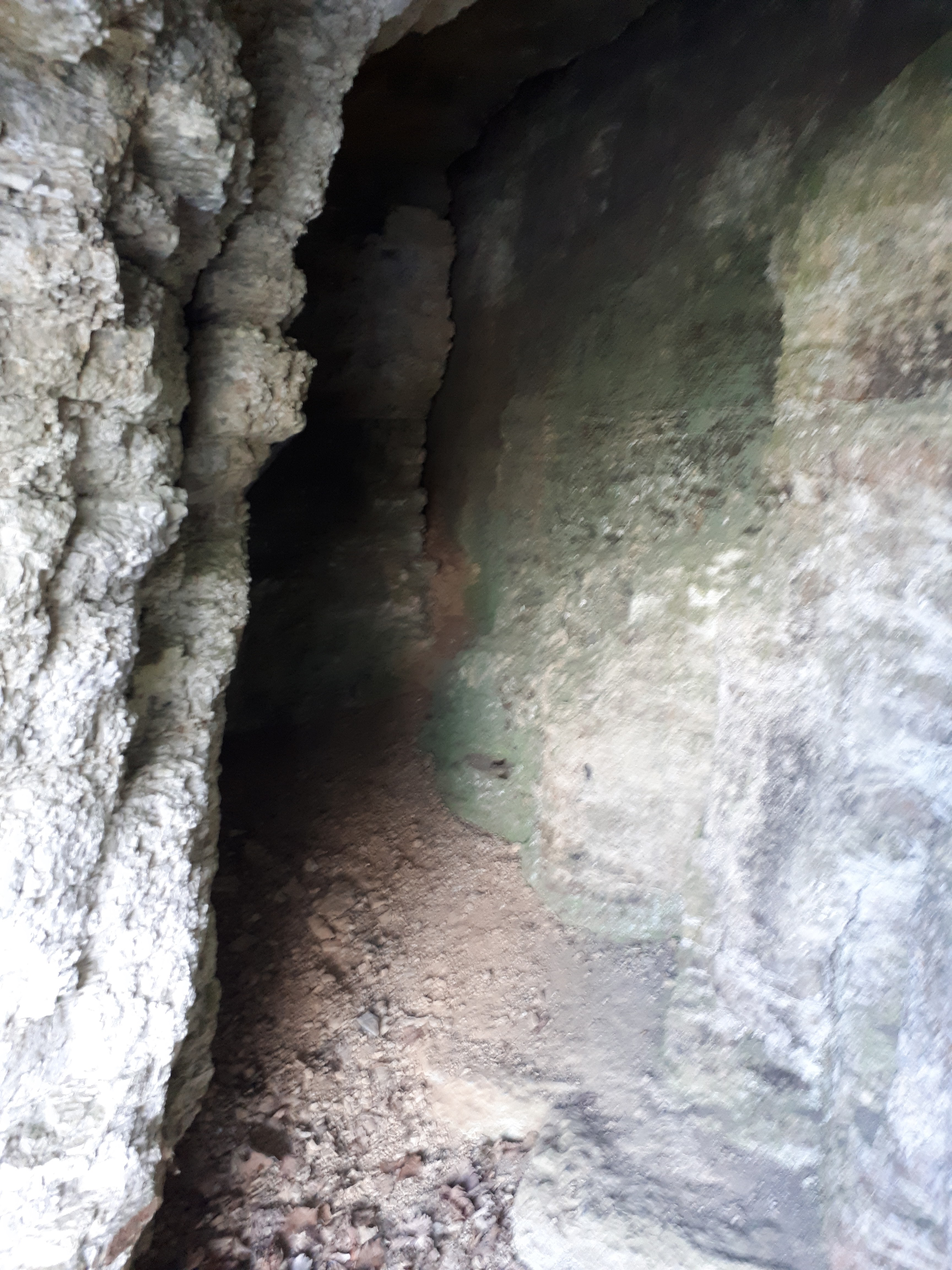
Blick in die Höhle der Notburga
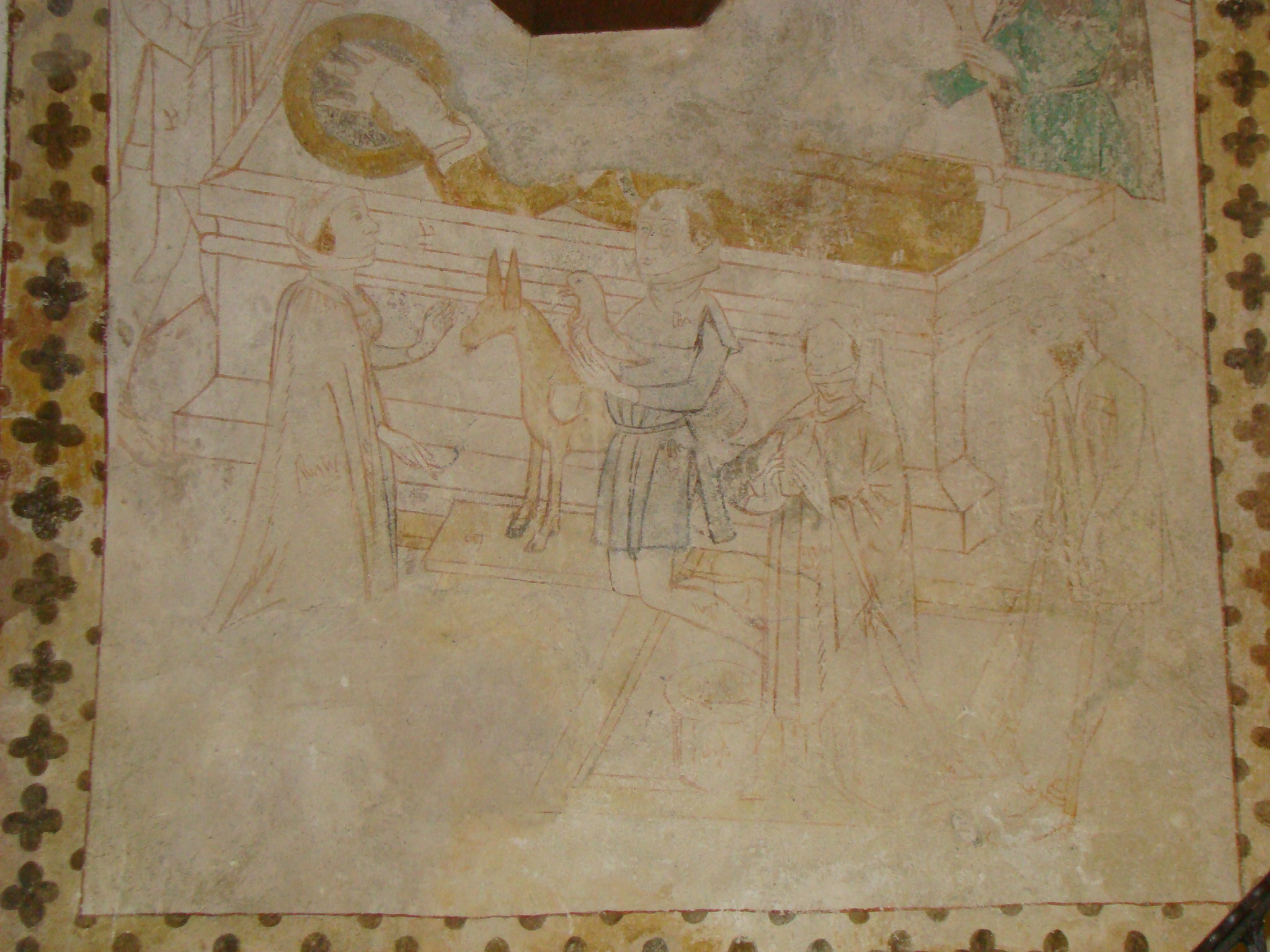
Aufbahrung der Hl. Notburga, Wandmalerei in der Notburgkirche
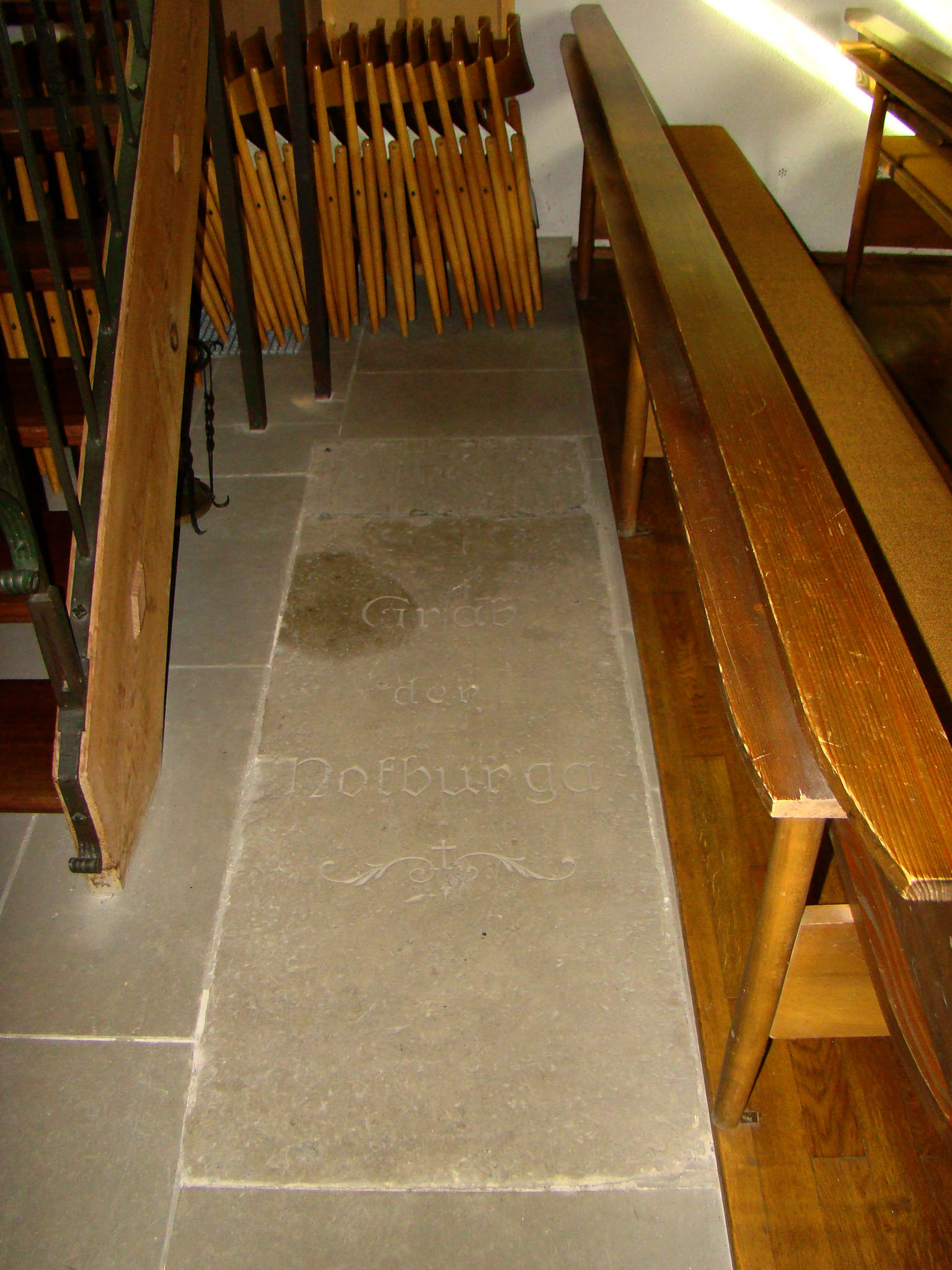
Notburga-Grab in der Notburgakirche Hochhausen

## Rezeption

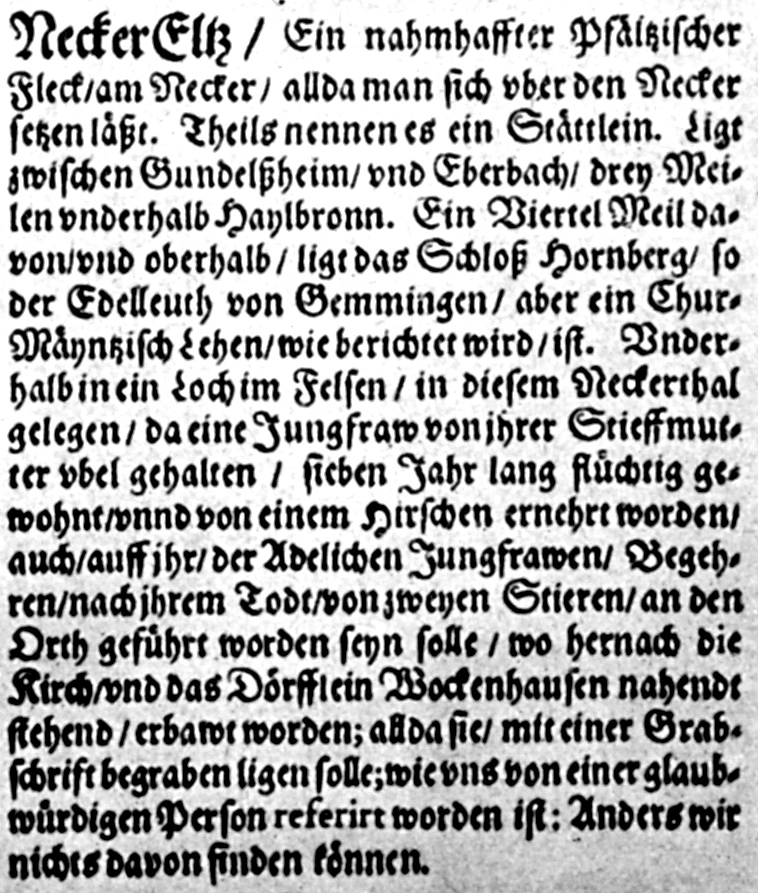
Beschreibung von Neckarelz mit der Notburga-Sage in der Topographia Palatinatus Rheni von Matthäus Merian 1645

Die Herkunft der Sage liegt im Dunkeln. Es gibt Hinweise auf eine tatsächliche politische Aktivität König Dagoberts im Neckarraum im 7. Jahrhundert. Er soll 628 den Waldzins im Odenwald und weitere Rechte an die Stadt Ladenburg gegeben und 634 den Ort Mosbach an die Kraichgaugrafen verliehen haben. Mit drei Frauen und einigen Nebenfrauen soll er eine große Zahl an Nachkommen gehabt haben, so dass auch eine Tochter in dieser Region denkbar scheint. Die Schenkung des vermutlich erst im 8. Jahrhundert gegründeten Mosbach und Dagoberts Aufenthalt auf der erst im 12. Jahrhundert erwähnten Burg Hornberg sind jedoch historisch fragwürdig. Die in der Sage auftretenden Tiere Hirsche, Rinder und Schlangen waren seit jeher mythologisch besetzt und waren alltägliche Elemente der einfachen Erlebenswelt der damaligen Menschen, auch wenn die als Heilsbringerin auftretende Schlange in diesem Zusammenhang sogar noch auf römische Mythen zurückgehen könnte.
Die erste schriftliche Erwähnung fand Notburga im Visitationsbericht (Synodale Wormatensia) von 1496 mit dem Hinweis auf die Gebeine der Hl. Notburga im Hochaltar der Kirche in Hochhausen. Historische Wandmalereien in der Notburgakirche zeigen die Aufbahrung der Toten. Eine Grabplatte sowie eine vermutlich aus dem 14. oder 15. Jahrhundert stammende plastische Abbildung, die die einarmige Notburga mit einer Schlange zeigt, ist noch heute in der Notburgakirche Hochhausen zu sehen. 1517 wurde das Grab durch den Wormser Bischof Reinhard II. von Rippur geöffnet und der Leichnam unversehrt vorgefunden. Der abgetrennte Arm der Heiligen sei bei dieser Gelegenheit zum Kloster Weißenburg, das Besitz in Hochhausen hatte, verbracht worden. Fresken um 1500 in der Notburgakirche zeigen Szenen aus der Notburgalegende. Aus derselben Zeit stammen auch der Hochaltar und die historischen Glasfenster der Notburgakirche. Man nimmt daher an, dass die Notburga-Verehrung um 1500 ihren Höhepunkt erreicht hat. Bis zur Reformationszeit fanden außerdem auch Wallfahrten nach Hochhausen statt. Notburga von Hochhausen wurde im Gegensatz zu ihrer Tiroler Namensvetterin Notburga von Rattenberg jedoch von keinem Papst als Heilige bestätigt.
Die Sage wurde erstmals 1631 von Reinhard d. Ä. von Gemmingen in seiner Familiengeschichte als unter der Bevölkerung verbreitete Mär niedergeschrieben. In dieser ursprünglichen schriftlichen Form lebt Notburga als Eremitin in der Höhle, wird vom Hirsch mit Nahrung versorgt, vom Vater aufgefunden und mit Gewalt des Armes beraubt, schließlich von der Schlange mit Heilkräutern versorgt und dadurch geheilt. Dieser Urfassung zufolge soll die Heilige noch ein segensreiches Leben verlebt haben. 1645 wurde die Sage in Matthäus Merians Topographia Palatinatus Rheni erwähnt. In dieser Version war eine böse Stiefmutter der Auslöser für den Rückzug der Jungfrau in die Höhle und wurde ihr Leichnam von Stieren nach Hochhausen gezogen. 1816 wurde die Sage von den Brüdern Grimm in ihre Sammlung aufgenommen und dadurch einem breiteren Publikum bekannt. In der Grimmschen Fassung, die auch von der Dichterin Auguste Pattberg weiterverbreitet wurde, kam der Wendenkönig Samo als ungeliebter Bräutigam und Grund für das Eremitendasein hinzu.
Notburga wird auch über Hochhausen hinaus verehrt. Mit der Legende in Verbindung gebracht werden zwei weitere alte Kirchen der Umgebung, nämlich die Michaelskapelle in Böttingen und die Gangolfskapelle in Neudenau. Als Kirchenheilige ist Notburga auch auf einem im März 1984 installierten Buntglasfenster im Chor der katholischen Kirche St. Georg in Siegelsbach dargestellt. Der 1907 vom Heidelberger Astronom August Kopff entdeckte Asteroid (626) Notburga ist nach ihr benannt. 

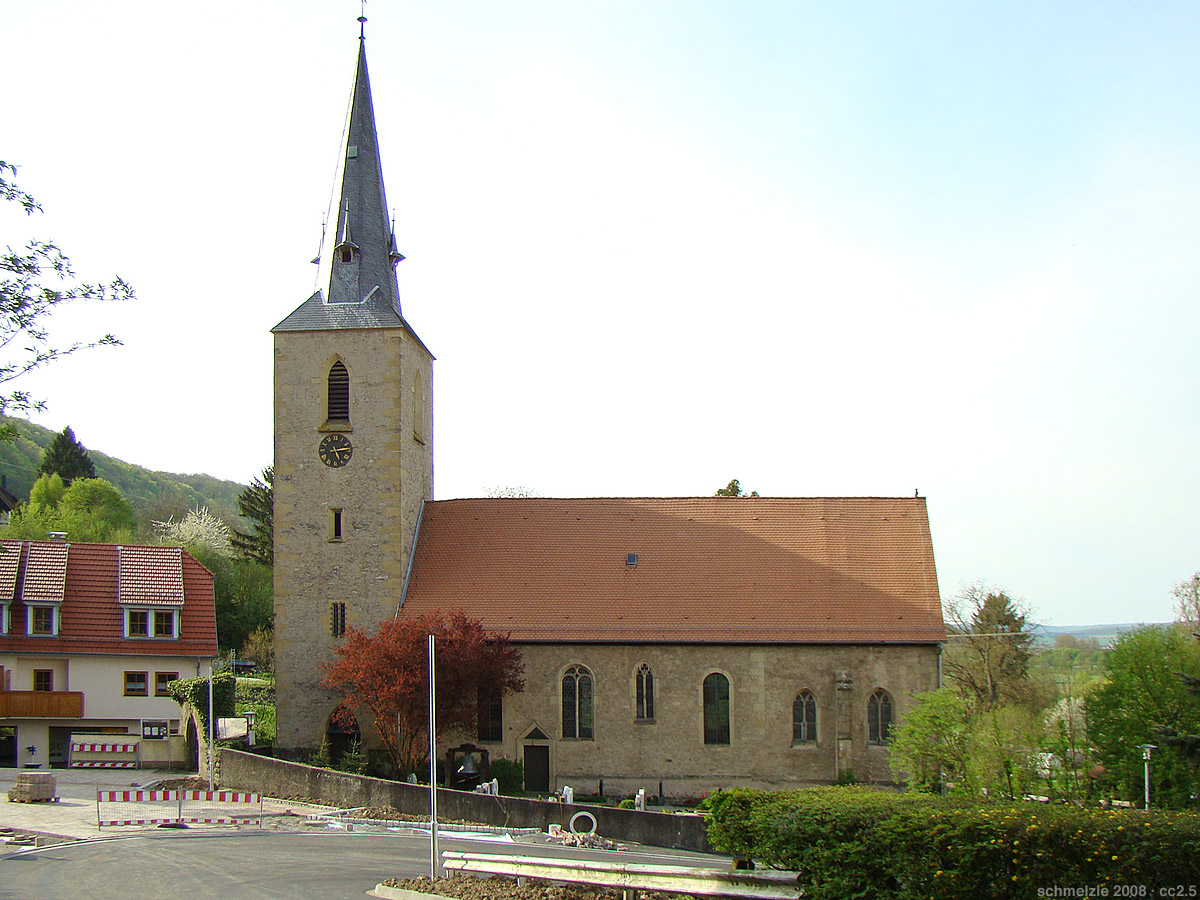
Notburga-Kirche in Hochhausen
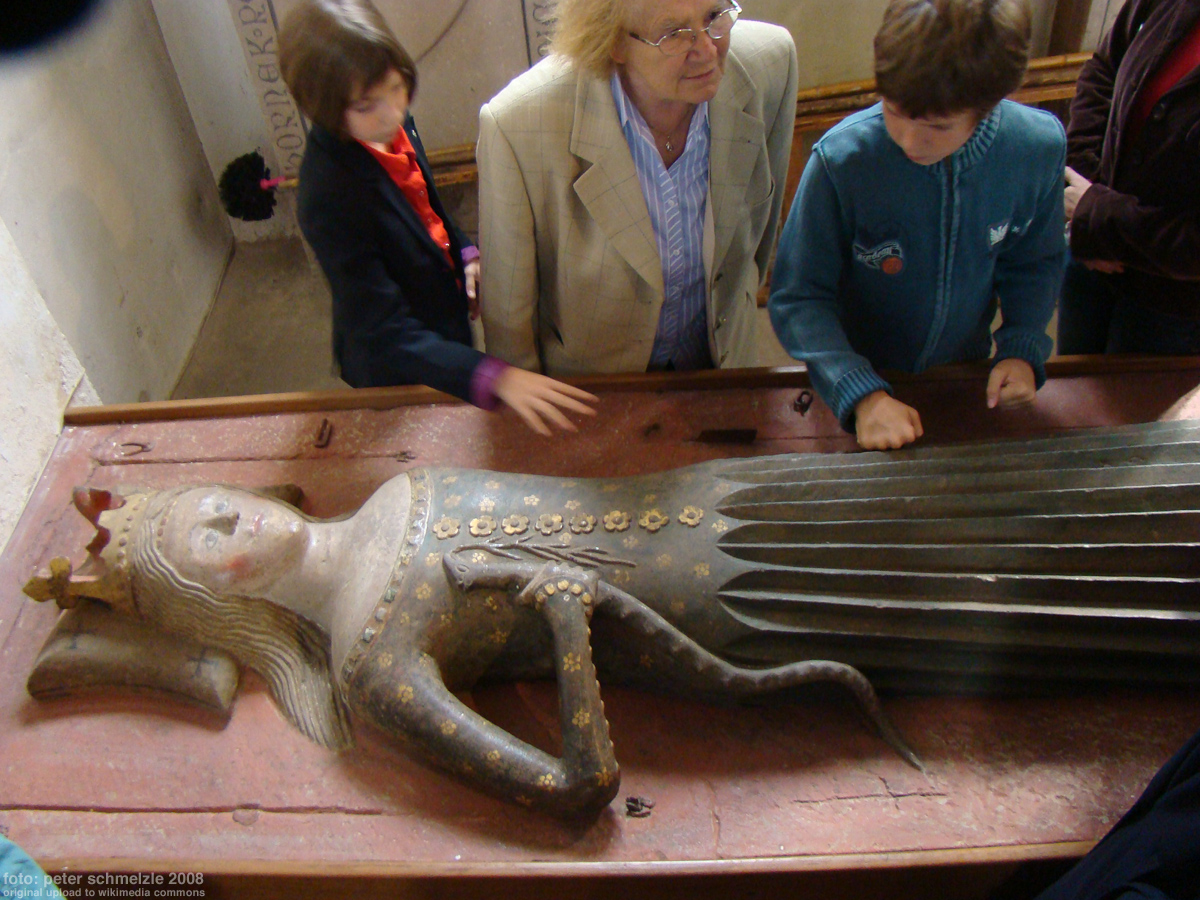
Besucher an der Notburga-Plastik in Hochhausen